# Danny Ramirez
Danny Ramirez (Chicago, 17 de setembro de 1992) é um ator e produtor norte-americano. Ele é mais conhecido por seus papéis como Wes em The Gifted (2017–19), Mario Martinez em On My Block (2018–21), Joaquin Torres no Universo Cinematográfico Marvel e o tenente Mickey "Fanboy" Garcia em Top Gun: Maverick (2022).

## Biografia
Ramirez é descendente de colombianos e mexicanos. Ele frequentou o Miami Coral Park Senior High School. Quando criança ele queria ser atleta e experimentou o futebol americano e o futebol. Ele diz que, depois de sofrer lesões, levou um ano para perceber que precisaria de uma nova carreira.

## Carreira
Danny Ramirez fez sua estreia na televisão em The Affair, da Showtime, seguido por papéis em Blindspot, da NBC, e no longa-metragem Rapid Eye Movement, enquanto estudava na Tisch School of the Arts da Universidade de Nova Iorque.
Ele desempenhou um papel recorrente como Wes em The Gifted, da Fox, e foi Mario Martinez na série de sucesso da Netflix, On My Block. Ele também estrelou Orange Is the New Black. Seus primeiros créditos notáveis no cinema vieram logo após aparecer em Assassination Nation, de Sam Levinson, que estreou no Festival Sundance de Cinema. Ele interpretou Chip logo depois disso no remake do musical Valley Girl, da Metro-Goldwyn-Mayer. 
Ele estrelou Lost Transmissions, da diretora Katharine O'Brien (com Simon Pegg, Juno Temple e Alexandra Daddario), que estreou no Festival de Cinema de Tribeca em 2019, Tone-Deaf, de Richard Bates Jr., que estreou no South by Southwest em 2019 e The Giant, de David Raboy, que estreou no Festival Internacional de Cinema de Toronto em 7 de setembro de 2019.
Em agosto de 2018, foi anunciado que Ramirez estaria em Top Gun: Maverick, junto com Tom Cruise.
Em novembro de 2018, Ramirez recebeu o terceiro prêmio anual NYU Stonestreet Granite Award, que anteriormente foi concedido a Miles Teller e Rachel Brosnahan.
Em 2021, Ramirez interpretou Joaquin Torres na série do Disney+, The Falcon and the Winter Soldier, que se passa no Universo Cinematográfico Marvel. Em 2025, ele reprisará o papel de Torres, que assumirá o manto de Falcão, no filme Captain America: Brave New World.
Ele apareceu no filme Root Letter (2022), baseado em um videogame japonês. Em janeiro de 2022, Ramirez foi escalado para Stars at Noon, dirigido por Claire Denis. Em fevereiro de 2022, ele estrelou o thriller do Hulu, No Exit, como Ash.

## Filmografia

### Cinema
| Ano  | Título                           | Personagem                     | Notas    | Ref.          |
| ---- | -------------------------------- | ------------------------------ | -------- | ------------- |
| 2018 | Assassination Nation             | Diamond                        |          |               |
| 2019 | Tone-Deaf                        | Rodrigo                        |          |               |
| 2019 | Lost Transmissions               | Jake                           |          |               |
| 2019 | The Giant                        | Brady                          |          |               |
| 2019 | Silo                             | Daniel 'Lucha' Mendoza         |          |               |
| 2020 | This is Not a War Story          | LCpl Timothy Reyes             |          |               |
| 2020 | Valley Girl                      | Chip                           |          | [ 9 ]         |
| 2022 | No Exit                          | Ash Garver                     |          |               |
| 2022 | Top Gun: Maverick                | Tenente Mickey "Fanboy" Garcia |          |               |
| 2022 | Look Both Ways                   | Gabe                           |          | [ 14 ]        |
| 2022 | Stars at Noon                    | Costa Rican Policeman          |          |               |
| 2022 | Root Letter                      | Carlos Alvarez                 |          |               |
| 2023 | Chestnut                         | Danny                          |          | [ 15 ]        |
| 2024 | Winner                           | Andre                          |          |               |
| 2025 | Captain America: Brave New World | Joaquin Torres / Falcão        |          | [ 16 ] [ 10 ] |
| 2026 | Avengers: Doomsday               | Joaquin Torres / Falcão        | Filmando | [ 17 ]        |

### Televisão
| Year | Title                             | Role             | Notes                          | Ref.  |
| ---- | --------------------------------- | ---------------- | ------------------------------ | ----- |
| 2016 | The Affair                        | Moving Kid       | 1 episódio                     |       |
| 2016 | Blindspot                         | Panicked Student | Episódio: "In the Comet of Us" |       |
| 2017 | Orange Is The New Black           | Paolo            | Episódio: "Tied to the Tracks" |       |
| 2017 | The Gifted                        | Wes              | 3 episódios                    |       |
| 2018 | On My Block                       | Mario Martinez   | 4 episódios                    | [ 9 ] |
| 2021 | The Falcon and the Winter Soldier | Joaquin Torres   | 5 episódios                    | [ 9 ] |
| 2022 | Tales of the Walking Dead         | Eric             | Episódio: "La Doña"            |       |
| 2023 | Black Mirror                      | Hector           | Episódio: "Mazey Day"          |       |
| 2025 | The Last of Us                    | Manny            |                                |       |

## Links externos
- Danny Ramirez no IMDb